# Шелестовка (Никольский сельский совет)
Шелестовка (укр. Шелестівка; до 2016 г. Черво́ная Заря́) — село в Меловском районе Луганской области Украины. Входит в Никольский сельский совет.

## История
Население по переписи 2001 года составляло 85 человек.

## Известные уроженцы
- Федоренко, Фёдор Михайлович (1903—19??) — советский военачальник, полковник.

## Местный совет
92510, Луганская обл., Меловский р-н, с. Никольское, пл. Героев Великой Отечественной войны, 1